# 10-та армія (Італія)
10-та армія (італ. X Armata) — одна з двох італійських армій у Північній Африці, за часів Другої світової війни. Була розташована у Киренаїці (Східна Лівія) і воювала з англійським військами, розташованими в Єгипетському королівстві. Була повністю розгромлена британськими військами під час операції «Компас».

## Військовий шлях
10-та італійська армія була сформована в Лівії 15 жовтня 1939 року. У вересні 1940 року у складі трьох корпусів (21-й, 23-й і Лівійський) армія брала участь у вторгненні до Єгипту, під час якого зуміла просунутися до Сіді-Баррані, де припинила наступ і зайняла оборону.
8 грудня почався контрнаступ британських військ, котрий призвів до розгрому 10-ї армії і оточення основних її сил біля Біда-Фомми. 7 лютого 1941 залишки армії капітулювали. Британцями було взято в полон близько 20 000 чоловік, захоплено понад 200 гармат і 120 танків.

## Командувачі армією
- Генерал Франческо Гуіді (1939–1940)
- Генерал Маріо Берті (1940)
- Генерал Італо Гарібольді (1940)
- Генерал Джузеппе Теллера (1940–1941)